# Estakada im. gen. pil. Mateusza Iżyckiego w Krakowie
Estakada im. gen. pil. Mateusza Iżyckiego – estakada w Krakowie budowana od połowy 2006 do czerwca 2007 roku estakada, przebiegająca nad rondem Polsadu w ciągu ulicy Lublańskiej oraz alei gen. Tadeusza Bora-Komorowskiego. Stanowi element III obwodnicy Krakowa. Patronem estakady jest gen. pil. Mateusz Iżycki.
Koszt budowy wyniósł 27 mln zł. Estakada jest obiektem trójprzęsłowym, opartym na żelbetowych podporach słupowych i przyczółkach. Ma około 120 metrów rozpiętości i dwie jezdnie po dwa pasy ruchu w każdą stronę. W ramach inwestycji wykonano również mierzące kilkaset metrów najazdy i ekrany akustyczne, jak również dokonano przebudowy infrastruktury naziemnej ronda Polsad, podziemnej oraz sygnalizacji świetlnej.